# Додсон, Эдди
Эдди Додсон (англ. Eddie Dodson; 24 декабря 1949 — 21 февраля 2003) — американский предприниматель и преступник, получивший национальную известность после серии ограблений банков в Лос-Анджелесе. В течение 9 месяцев — с июля 1983 года по февраль 1984 года Додсон ограбил 64 банка на общую сумму около 250 000 долларов США, что является рекордом по числу ограблений банков одним человеком в истории США. Только в один день 29 ноября 1983 года Додсон сумел ограбить сразу 6 банков.. История его жизни в тот период изображена в художественном фильме Джентльмен грабитель.

## Биография
Эдвин «Эдди» Чемберс Додсон родился 24 декабря 1949 года в городе Шелби, штат Северная Каролина. Отец Эдди умер за месяц до рождения сына, поэтому его воспитанием занимались мама и бабушка. Посещал «Shelby High School», в школьные годы Додсон был довольно популярным парнем, играл в школьной команде по бейсболу, занимался музыкой, имел много друзей и знакомых, так как его мама и бабушка были набожными христианами — Додсон регулярно посещал церковь, в то время он не имел каких-либо проблем с правоохранительными органами.
После окончания школы в 1967 году., Эдди переезжает в город Шарлотт и поступает в Университет для изучения изобразительного искусства. Однако проучившись один семестр, Додсон быстро потерял интерес к учёбе. В 1968 Эдди знакомится с представителями субкультуры Хиппи, проявляет интерес к их философии, мировоззрению и вскоре присоединяется к одной из коммун.
Его образ жизни стал сильно меняться, он начал злоупотреблять алкоголем и наркотическими веществами. В конце 1971 года Додсон был впервые арестован за хранение наркотиков, находясь под домашним арестом, Эдди совершил побег из города опасаясь суда и тюремного заключения. В 1972 году Додсон, его девушка и несколько друзей переехали в Лос-Анджелес. Вскоре лишившись средств к существованию, Эдди устроился на работу в антикварный магазин. Через несколько лет, Додсон решился заняться предпринимательской деятельностью, он открывает свой собственный антикварный магазин в престижном районе города Западный Голливуд на не менее престижной улице Мелроуз-Авеню, который пользовался огромной популярностью среди богемных слоев Лос-Анджелеса.
В то же самое время образ жизни Додсона в очередной раз стал сильно меняться, нормы поведения и манеры стали под стать тому слою общества, в кругу которого стал вращаться Додсон, среди его друзей того времени числились такие знаменитости как Барбара Стрейзанд, Джоан Коллинз, Джон Леннон, Йоко Оно, Стив Мартин,Лили Томлин, Энтони Перкинс, Тимоти Лири, Стив Маккуин, Джек Николсон, Эдвин стал завсегдатаем различных публичных мероприятий и вечеринок, однако финансовая независимость к Додсону так и не пришла, экономический кризис 1970-х годов и расцвет наркоторговли кокаином в США стали причиной того, что в конце 1970-х годов Эдди Додсон впал в тяжелую наркозависимость.
К началу 1983 года Додсон практически прекратил заниматься бизнесом, стал банкротом и влез в долги, его материальные затраты на приобретение наркотиков достигли до 900 долларов в день.., продолжая страдать от наркозависимости Эдвин решается на серию ограблению банков с жаждой наживы..

## Криминальная карьера
К тому времени Эдди далеко уступал самому себе образца начала 1970-х годов. Но несмотря на неопрятный вид и пренебрежение в методах сокрытия следов преступления, благодаря харизме и обаянию в период с июля 1983 года по февраль 1984 года Додсону удается ограбить 64 банка расположенных преимущественно в фешенебельных районах города., во время всех ограблений Эдди Додсон неизменно в качестве головного убора использовал кепку бейсбольной команды New York Yankees, благодаря чему получил прозвище «New York Yankees Bandit». В начале 1984 года полиция имея улики против Додсона, в том числе видеозаписи ограблений, вышла на след преступника. Эдди Додсон был арестован в феврале 1984 года в мотеле Farmer’s Daughter Motel, в Голливуде. Додсон был осужден и приговорен к 15 годам лишения свободы. В 1994 году он получил условно-досрочное освобождение и вышел на свободу. Его старый друг — известный актёр Джек Николсон нашел Додсону работу, жилье и всячески помогал. Но их сотрудничество закончилось, после того как Додсон снова увлекся наркотическими веществами и впал в наркозависимость. Потеряв работу и источник дохода Додсон в 1999 году снова решился на совершение преступлений. В течение 1999 года ему удалось ограбить ещё 8 банков на общую сумму 68 000 долларов, но после последнего ограбления он был арестован. Во время ареста у Додсона произошел нервный срыв. Находясь в окружной тюрьме, у Додсона выявили проблемы со здоровьем, впоследствии было установлено что Эдди Додсон болен гепатитом C, учитывая это обстоятельство, суд приговорил его к 48 месяцам тюрьмы.

## Смерть
После повторного осуждения Додсон оказался на свободе только лишь в конце 2002 года, но к тому времени он уже был в тяжёлом состоянии и страдал от печёночной недостаточности. После освобождения Эдди отправился в медицинское учреждение для прохождения лечения, которое оказалось безрезультатным. Эдвин Чемберс Додсон умер 21 февраля 2003 года..

## В массовой культуре
История жизни Додсона в период совершения им первой серии ограблений изображена в художественном фильме Джентльмен грабитель. После выхода фильма родственники, большая часть друзей и знакомых Додсона того времени, заявила что фильм лишь частично основывается на биографических сведениях и в целом сюжет фильма далек от событий происходивших в реальности.